# Marc et Robert
Albums de Les Rita Mitsouko
The No Comprendo
(1986) Re
(1990)
Marc et Robert est le troisième album des Rita Mitsouko sorti en 1988. Cet album a été certifié disque d'or en France en 1989 pour plus de 100 000 exemplaires vendus.
Deux titres (trois sur le CD) sont interprétés avec le groupe Sparks. Smog est la seule chanson du groupe chantée par Fred Chichin.
La chanson Le Petit Train fait référence aux trains de la mort et à la déportation durant la Seconde Guerre mondiale. Bien que les paroles abordent un thème douloureux, la mélodie (inspirée de la chanson Le Petit Train interprétée par André Claveau) est très guillerette et enjouée, restant ainsi dans le style loufoque du groupe. Le père de Catherine, Sam Ringer, fut victime de déportation en 1940. Sa vie sera évoquée dans C'était un homme sur l'album Cool Frénésie.
Les Sparks, Ron et Russell Mael sont ici à titre d'invités et ont composé les titres Singing in the Shower et Live in Las Vegas. 
Le morceau Tongue dance apparaît dans l'adaptation de 1990 par  Volker Schlöndorff du roman "La servante écarlate" de Margaret Atwood.

## Liste des titres
| No  | Titre                                      | Durée |
| --- | ------------------------------------------ | ----- |
| 1.  | Hip Kit (en duo avec Sparks)               | 4:57  |
| 2.  | Smog                                       | 3:05  |
| 3.  | Mandolino City                             | 2:12  |
| 4.  | Le Petit Train                             | 5:47  |
| 5.  | Perfect Eyes                               | 3:35  |
| 6.  | Tongue dance                               | 4:44  |
| 7.  | Singing in the Shower (en duo avec Sparks) | 4:23  |
| 8.  | Petite fille princesse                     | 3:25  |
| 9.  | Harpie et Harpo                            | 2:54  |
| 10. | Ailleurs                                   | 3:50  |

| 11. | Live in Las Vegas (en duo avec Sparks) | 4:19 |

## Musiciens
- Catherine Ringer : Chant, Batterie électronique, Basse
- Fred Chichin : Guitares, Trompettes, Chant, Batterie
- Sam Smith : Guitare solo, Guitare slide
- Jean-Baptiste Mondino : Guiatre rythmique
- Tony Visconti : Basse, Saxophone, Batterie électronique
- Gilbert Monin : Basse
- Guy Barker : Trompette
- Jesse Johnson : Batterie
- Ron Mael : Claviers
- Russell Mael : Chant, Claviers

## Singles
- Mandolino City - 1988
- Singing in the Shower - 1989 (no 37 en France)
- Le Petit Train - 1989
- Tongue Dance - 1990